# Sök mig på mobilen
Sök mig på mobilen (RR: Goyangireul Butakhae, koreanska: 고양이를 부탁해), är en sydkoreansk film av Jeong Jae-eun från 2001. Den är också känd under sin engelska titel Take Care of My Cat, vilket är en direktöversättning av den koreanska origialtiteln. Filmen hade svensk biopremiär på Folkets Bio i april 2003. 

## Rollista
- Bae Doona som Yoo Tae-he
- Lee Yo-won som Shin Hae-joo
- Ok Ji-young som Seo Ji-young
- Lee Eun-shil som Bi-ryu
- Lee Eun-jo som Ohn-jo